# Lluís Derch i Sales
Lluis Derch i Sales (Lleida, 1860 – 1919) fou organista i compositor. El 1882 entrà a la catedral de Lleida com a mestre de capella, substituint al seu mestre Magí Pontí i Ferrer.
Va ser un compositor prolífic i va cultivar nombrosos gèneres de música eclesiàstica com villancets, goigs, lletretes, misses, responsoris, rosaris, salves... També s'han conservat peces instrumentals, de les quals en destaquem tres preludis per orquestra i orgue. Aquests estan conservats a l'Arxiu Capitular de la catedral de Lleida.
A l'any 1881, el trobem entre els músics que acompanyen el cor de xiques dirigit per Josep Roure. Derech tocava l'harmònium (probablement en substitució al seu mestre).
Després d'alguns anys sense notícies de la seua relació amb l'acadèmia, el trobem el 1896 com a vocal del jurat de les obres musicals d'Ignasi Simón Pontí. Derech va formar part d'aquests jurats almenys fins al 1911, últim any en què tenim constància de la seua col·laboració amb la institució mariana.